# Степаненко Микола Іванович
Степаненко Микола Іванович (нар.14 жовтня 1958) — учений-мовознавець, літературознавець, публіцист, педагог.

## Навчання
Закінчив Великоселецьку 8-річну школу (1974), Кременчуцьке педагогічне училище (1978), філологічний факультет Полтавського державного педагогічного інституту імені В. Г. Короленка (нині національний педагогічний університет) (1982), аспірантуру Київського державного педагогічного інституту імені О. М. Горького (нині Національний педагогічний університет імені Михайла Драгоманова) (1989).

## Професійна діяльність
Учителював. З 1985 працював у Полтавському національному педагогічному університеті імені В. Г. Короленка: асистент (1985–1986), старший викладач (1989–1992), доцент (1992–2005), професор (2005–2022), завідувач кафедри української мови (з 1989), перший проректор (1991–1995), декан факультету філології та журналістики (2005–2009), ректор (2009-2021). Професор Національного університету біоресурсів і природокористування України (з 2022).

## Наукова діяльність
Коло наукових зацікавлень широке. Досліджує проблеми граматики, історії та стилістики української мови. Автор монографій «Просторові поширювачі у структурі простого речення» (2004), «Прикметнико-іменникові словосполучення в сучасній українській літературній мові» (1992), «Взаємодія формально-граматичної і семантичної валентності у структурі словосполучення та речення» (2004), «Історія, граматика, поетика українського слова» (2008), «Думки вголос і про себе» (2013), підручників, посібників, програм для вищої та середньої школи.
На особливу увагу заслуговують літературознавчі праці, присвячені творчості письменника-полтавця Олеся Гончара:
- монографія «Публіцистична спадщина Олеся Гончара: мовні, навколомовні й деякі інші проблеми» (2008);
- монографія «Літературний простір „Щоденників“ Олеся Гончара» (2009);
- наукове видання «Світ в оцінці Олеся Гончара: аксіосфера щоденникового дискурсу письменника» (2012);
- науково-популярне видання «Духовний посил Олеся Гончара (за матеріалами „Щоденників“ письменника)» (2009).

Опублікував краєзнавчі книги «Літературні музеї Полтавщини» (2006) та «Літературно-мистецька Полтавщина» (2013), «Літературні, літературно-мистецькі премії в Україні» (2014).
Поповнив біобібліографічну серію «Мовознавці України»: підготував дослідження про Арнольда Грищенка («Академік Арнольд Панасович Грищенко», 2006), Михайла Жовтобрюха («Патріарх українського мовознавства», 2005), упорядкував книги «Наукова спадщина Михайла Жовтобрюха», 2007), «Листи Юрія Шевельова до Олекси Ізарського» (2014), «Олесеві Гончару 95» (у співавт.).
Миколі Степаненкові належать науково-популярні видання «Українське рідне слово» (2003), «Рідне українське слово» (2005) — вибрані статті, виступи, розмисли про походження української мови й основні етапи її становлення, про періодизацію літературно-писемної мови, про сучасну мовну ситуацію та мовну політику в Україні, про становище української мови в діаспорі, про мовну практику видатних письменників, про роль рідної мови в освіті, про утвердження її в конфесійній сфері. Цей дослідницький спектр продовжує й посутньо доповнює монографія «Історія, граматика, поетика українського слова» (2008).
Лексикографічна діяльність ученого відбита в працях «Основні сільськогосподарські поняття й терміни: Словник-довідник» (1993); «Словник лінгвістичних термінів» (1999, у співавт.); «Новітній українсько-російський словник. 150 000 слів»; «Новітній російсько-український словник. 150 000 слів» (2006). За редакцією Миколи Степаненка вийшло понад 30 збірників наукових праць. Він є головним редактором альманаху «Рідний край», наукових збірників «Історична пам'ять», «Філологічні науки», «Педагогічні науки», засновником яких є Полтавський національний педагогічний університет імені В. Г. Короленка. Створив свою наукову школу, у межах якої діє робоча група висококваліфікованих спеціалістів, аспірантів та докторантів.  

## Науково-творчий набуток
Автор понад 800 наукових праць, з-поміж яких монографії, підручники, посібники, науково-популярні книги, словники :
- Порівняльна граматика української і російської мов : навч. посіб. / М. І. Степаненко, М. Т. Безкишкіна; Полтав. держ. пед. ін-т імені В. Г. Короленка. – Полтава, 1991. – 212 с.
- Прикметниково-іменникові словосполучення у сучасній українській мові : формально-синтаксичний і семантичний аналіз : навч. посіб. / М. І. Степаненко. – Полтава, 1992. – 103 с.
- Проблеми зіставного лінгвостилістичного аналізу : метод. коментар / М. І. Степаненко, Л. Л. Безобразова; Полтав. держ. пед. ін-т імені В. Г. Короленка. – Полтава, 1993. – 127 с.
- Взаємодія формально-граматичної і семантичної валентності у структурі словосполучення та речення : монографія / М. І. Степаненко; НАН України, Укр. мовно-інформ. фонд. – К., 1997. – 216 с.
- Історична граматика української мови : навч. посіб. / М. І. Степаненко, М. Т. Безкишкіна; Полтав. держ. пед. ін-т імені В. Г. Короленка. – Полтава, 1997. – 134 с.
- Історія української мови / М. І. Степаненко; НАН України, Укр. мовно-інформ. фонд. – К. : Освіта, 1998. – 150 с.
- Збірник диктантів з української мови для 9–11 класів : на краєзнавчій основі / М. І. Степаненко, О. П. Коваленко, А. В. Лисенко. – Полтава, 1999. – 100 с.
- Українське рідне слово : статті, виступи, розмисли, відповіді : монографія/ М. І. Степаненко. – Полтава : АСМІ, 2003. – 182 с.
- Просторові поширювачі у структурі простого речення : монографія / М. І. Степаненко. – Полтава : АСМІ, 2004. – 463 с.·
- Рідне українське слово : монографія / М. І. Степаненко. – Полтава : АСМІ, 2005. – 392 с.
- Патріарх українського мовознавства (до 100-річчя від дня народження професора Михайла Жовтобрюха) / М. І. Степаненко. – Полтава : АСМІ, 2005. – 113 с.
- Академік Арнольд Панасович Грищенко : біобібліографія до 70-річчя / автор вступ. ст. і упоряд. М. І. Степаненко. – Полтава : АСМІ, 2006. – 156 с.
- Літературні музеї Полтавщини : навч. посіб. / М. І. Степаненко ; Полтав. держ. пед. ун-т імені В. Г. Короленка. – Полтава : АСМІ, 2006. – 404 с.
- Новітній російсько-український словник. 150000 слів / за ред. д-ра філол. наук, проф. М. І. Степаненка. – Х. : Белкар-книга, 2006. – 1072 с.
- Новітній українсько-російський словник. 150000 слів / за ред. д-ра філол. наук, проф. М. І. Степаненка. – Х. : Белкар-книга, 2006. – 1280 с.
- Наукова спадщина Михайла Жовтобрюха / М. І. Степаненко. – Полтава : Полтава, 2007. – 432 с.
- Історія, граматика, поетика українського слова : монографія / М. І. Степаненко; передм. д-ра філол. наук, проф. П. С. Дудика. – Полтава : АСМІ, 2008. – 342 с.
- Публіцистична спадщина Олеся Гончара : мовні,  навколомовні й деякі інші проблеми : монографія / Микола Степаненко. – Полтава : АСМІ, 2008. – 396 с.
- Духовний посил Олеся Гончара (за матеріалами  щоденників письменника) / Микола Степаненко. – Полтава : ПП Шевченко Р. В., 2009. – 60 с.
- Літературний простір “Щоденників” Олеся Гончара : монографія / Микола Степаненко. – Полтава : АСМІ, 2010. – 528 с.
- Світ в оцінці Олеся Гончара : аксіосфера щоденникового дискурсу письменника / Микола Степаненко. – Полтава : Шевченко Р. В., 2012. – 284 с.
- Літературно-мистецька Полтавщина : енциклопедичний довідник / М. І. Степаненко. – Гадяч : Гадяч, 2013. - 500 с.
- Думки вголос і про себе : монографія  / Микола Степаненко. – Полтава : Шевченко Р. В., 2013. – 412 с.
- Літературні, літературно-мистецькі премії в Україні / Микола Степаненко : наукове видання. – Полтава : Шевченко Р. В., 2014. – 498 с.
- Листи Юрія Шевельова до Олекси Ізарського /  автор і упоряд. Микола Степаненко. – Полтава : Шевченко Р. В., 2014. – 388 с.
- Олесеві Гончару – 95 : довідник / Микола Степаненко, Валентина Орєхова. – Полтава : Шевченко Р. В., 2014. – 92 с.
- Мовознавча Полтавщина : енциклопедичний довідник / М. І. Степаненко. – Полтава : ПП Шевченко Р. В., 2014. – 568 с.
- Літературознавча Полтавщина : енциклопедичний довідник / М. І. Степаненко. – Полтава : ПП Шевченко Р.В., 2015. – 668 с.
- Непроминальне в часоплині / Микола Степаненко. – К. : Літ. Україна. – 2015. – 144 c. – (Бібліотека газети “Літературна Україна. – 2015. – № 16”)
- Сучасні письменники Полтавщини : довідник / М. І. Степаненко. – 2-ге вид., змін. і доп. – Полтава : ФОП Гаража М. Ф., 2016. – 112 с.
- Листи до Олеся Гончара : у 2 кн. : наукове видання / упор., автор передм., прим. і ком. Микола Степаненко. – К. : Сакцент Плюс, 2016. – Кн. 1. – 736 с.
- Листи до Олеся Гончара : у 2 кн. : наукове видання / упор., автор передм., прим. і ком. Микола Степаненко. – К. : Сакцент Плюс, 2016. – Кн. 2. – 736 с.
- Опорна школа: шляхи становлення : монографія / М. І. Степаненко. – Полтава : ПНПУ імені В. Г. Короленка, 2017. – 140 с. (у співавторстві).
- Політичне сьогодення української мови: актуальний перифрастикон : монографія / М.І. Степаненко. – Харків : Видавець Іванченко І. С., 2017. – 616 с.
- Ізофункційні парадигми в системі предикатів стану в українській мові : монографія / Р. Г. Шрамко, М. І. Степаненко; Полтавський національний педагогічний університет        імені В. Г. Короленка. – Полтава : ПП “Астрая”, 2017. – 284 с.
- Синтаксична і семантична валентність відносних прикметників у сучасній українській мові : монографія / Микола Степаненко, Ірина Кірічек ; Полтавський національний педагогічний університет імені В. Г. Короленка. – Полтава : Астрая, 2018. – 236 с.
- Суб’єктивна та об’єктивна оцінка в українському щоденниковому дискурсі : монографія / Микола Степаненко, Людмила Дейна. – Полтава : Дивосвіт, 2018. – 268 с.
- Лексична і граматична реалізація предикатів кількості в українській мові : монографія / Микола Степаненко, Наталія Лукаш. – Полтава : Дивосвіт, 2018. – 318 с.
- Перший полтавський! Відзначення 100-літнього ювілею Полтавського національного педагогічного університету (1914–2014) / М. І. Степаненко. – Полтава : ПНПУ імені В. Г. Короленка, 2018. – 190 с.
- Публіцистично-політичні перифрази в українській мові: 2017 рік : монографія / Микола Степаненко. – Полтава : Дивосвіт, 2018. – 588 с.
- Із засіву – благословилось : ескізи до вибраного / Микола Степаненко. – Полтава : ПП «Астрая», 2018. – 460 с.
- Префіксально-прийменникова кореляція дієслівного предиката в сучасній українській мові : монографія / Микола Степаненко, Світлана Галаур. – Полтава : Дивосвіт, 2019. – 231 с.
- Семантика і функціювання модальних часток у сучасній українській літературній мові : монографія / Микола Степаненко, Світлана Педченко. – Полтава : ПП «Астрая», 2019. – 222 с.
- 100-літній ювілей Олеся Гончара : довідник / Микола Степаненко. – Полтава : ПП «Астрая», 2019. – 252 с.
- Динаміка українського політичного лексикону : 2018–2019 рр. : монографія / Микола Степаненко. – Полтава : ПП «Астрая», 2020. – 408 с.
- Найновітніші динамічні процеси в українському політичному лексиконі: 2020 рік :  монографія. – Полтава : ПП «Астрая», 2021. – 250 с.
- Правописна практика доби незалежності. Полтава : ПНПУ імені В. Г. Короленка, 2021. 96 с.
- Синтаксис простого речення : навчально-методичний посібник. Полтава : ПНПУ імені В. Г. Короленка, 2021. 198 с.
- Синтаксис складного речення : навчально-методичний посібник. Полтава : ПНПУ імені В. Г. Короленка, 2021. 132 с.
- Публіцистично-політичний дискурс 2021 : лексико-словотвірні інновації, перифрастичний ресурс : монографія. Харків : Видавець Іванченко І. С., 2023. 590 с.
- Політика і війна : закономірності та парадокси мовного розвитку (2022–2023 рр.) : монографія. Харків : Видавець Іванченко І. С., 2024. 805  с.

## Звання, відзнаки та нагороди
- Відмінник освіти України (1994)
- Академік НАН Вищої освіти України (2008)
- Заслужений діяч науки і техніки України (2009)
- Нагорода Ярослава Мудрого Академії наук вищої освіти України (2009)
- Нагрудний знак «Петро Могила» (2009)
- Знак «Ушинський К. Д.» Національної академії педагогічних наук України (2009)
- Орден Святого Миколая Чудотворця Української православної церкви Київського патріархату (2013)
- Орден «За заслуги» ІІІ ступеня (2014)
- Ювілейна відзнака «200 років від Дня народження Т.Г.Шевченка» (2014)
- Золота медаль української журналістики (2013)
- Медаль Святого Володимира Академії наук вищої освіти України (2013)
- Медаль «Григорій Сковорода» Національної Академії педагогічних наук України (2014)
- Пам'ятна медаль Всеукраїнського фонду відтворення видатних пам'яток історико-архітектурної спадщини імені Олеся Гончара «За благодійність та доброчинність у відтворенні втрачених святинь» (2014)
- Медаль «Почесна відзнака» Національної спілки письменників України (2018)
- Медаль «Почесна відзнака» Національної спілки письменників України (2019)
- Медаль Національної академії педагогічних наук України «Володимир Мономах» (2018)
- Медаль «Івана Мазепи» Міжнародної літературно-мистецької академії України (2020)
- Медаль «За успіхи в науково-педагогічній діяльності» ГО «Національної академії наук вищої освіти України» (2020)
- Перша премія конкурсу Академії наук вищої освіти України (2013)
- Лауреат Міжнародної Літературно-мистецької премії імені Пантелеймона Куліша  (2018)
- Лауреат Міжнародної премії Ліги українських меценатів імені Дмитра Нитченка (2015)
- Лауреат Міжнародної літературної премії імені Григорія Сковороди «Сад божественних пісень» (2014)
- Лауреат Міжнародної премії імені Івана Кошелівця (2012)
- Лауреат XVII Загальнонаціонального конкурсу «Українська мова – мова єднання» (2016)
- Лауреат Державної премії імені Олеся Гончара (2011)
- Лауреат Всеукраїнських премій імені Івана Огієнка (2010); Бориса Грінченка (2013); Петра Василенка (2013), літературно-мистецької премії імені Олени Пчілки (2014)
- Лауреат премії імені преподобного Паїсія Величковського Української православної церкви Київського патріархату (2013)
- Лауреат обласних премій імені Панаса Мирного (2003), Івана Котляревського (2007), Валер’яна Підмогильного (2012)
- Лауреат міської літературно-мистецької премії імені Володимира Малика (2012), Володимира Короленка (2015)
- Член Національної спілки журналістів України (2007)
- Член Національної спілки письменників України (2011)
- Член Наукового товариства імені Т.Г.Шевченка (2015)